# Marten Micron
Mogelijks dezelfde persoon als Martin Micronius, een arts uit dezelfde tijd.
Marten Micron(ius) of Martin De Kleyne (Gent, circa 1500 – Norden, 12 september 1559) was een patriciër en calvinistisch schrijver uit Gent. Hij leefde bij de protestantse gemeente in Londen en later in Norden, in Oost-Friesland.

## Levensloop

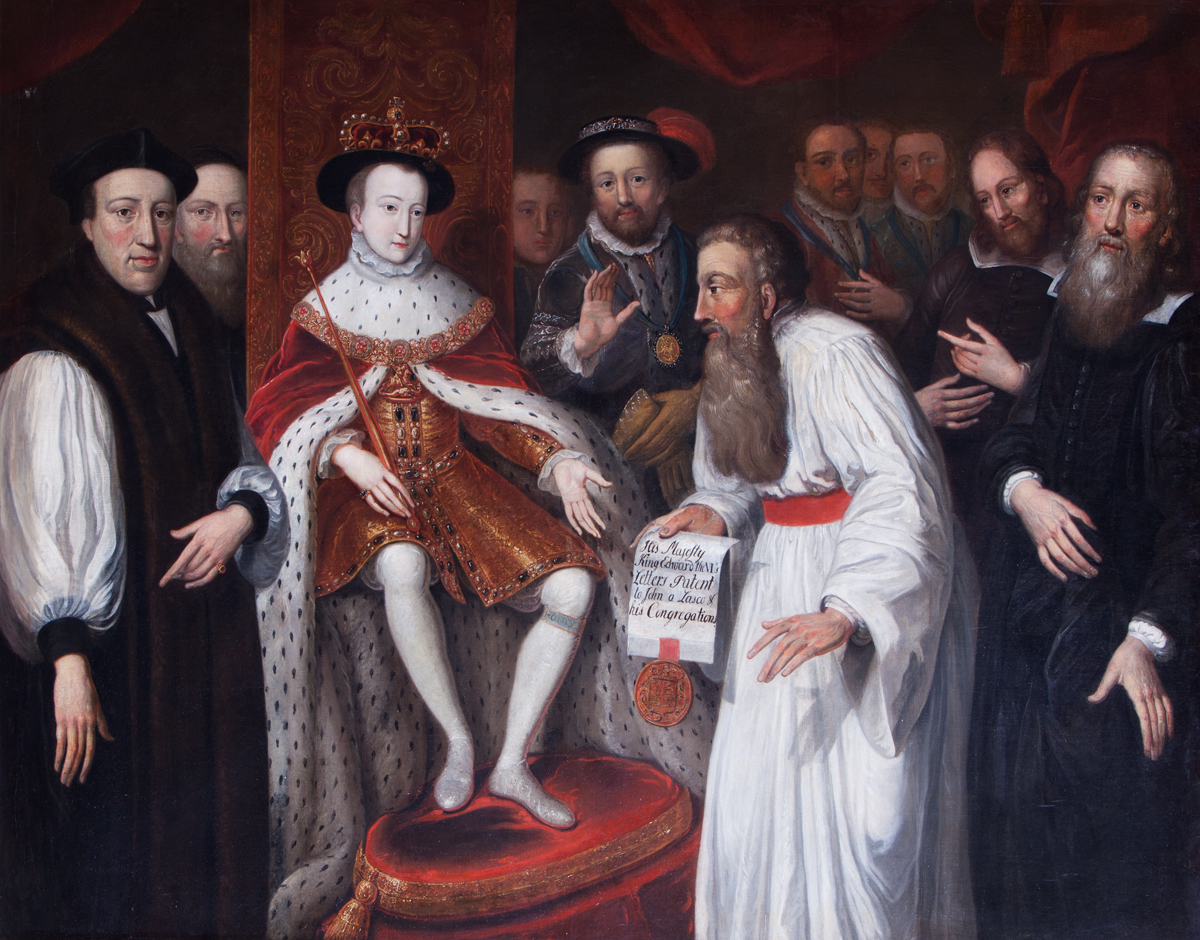
Koning Eduard VI geeft aan Johannes a Lasco toestemming voor een calvinische gemeente in Londen. Dit was voor vluchtelingen uit de Nederlanden onder wie Marten Micron.

Micron groeide op in een patriciërsfamilie in Gent, in de Habsburgse Nederlanden. Hij nam het protestants geloof aan en moest vluchten voor de Spaanse inquisitie. Koning Eduard VI van Engeland ontving de protestantse delegatie uit de Nederlanden welwillend. Zij mochten zich vestigen in de Austin Friars of Augustijnenkerk van Londen. Onder leiding van Johannes a Lasco, Delaeus, Riverius en Jan Utenhove en anderen uit de Spaanse Nederlanden ontstond een actieve calvinistische gemeente in Londen. 
Met de troonsbestijging van de katholieke koningin Maria Tudor startte de vervolging van calvinisten. De gemeente zwierf rond via Denemarken tot in Oost-Friesland. Micron en zijn naasten vestigden zich in Norden, terwijl anderen naar Emden trokken. Micron werd predikant in Norden. Op vraag van Johannes a Lasco gaf Micron de eerste calvinistische prediking in Frankfurt-am-Main. Micron was in disputen verwikkeld met David Joris, een anabaptist uit Gent. Met Jan Utenhove werkte Micron samen om de eerste Nederlandse vertaling van het Nieuwe Testament in Emden gedrukt te krijgen. 
Micron stierf aan de pest in 1559.

## Werken
Ondanks de rondzwervingen vond Micron de tijd om boeken te publiceren. Elf boeken zijn van hem bekend, hieronder gegeven met datum van 1ste druk.
- Een waerachteghe historie van Hoste (gheseyt Jooris) van der Katelyne te Ghendt, om het vrij opentlick straffen der afgodischer leere ghebrandt (Emden 1556)
- Een claer bewys van het recht ghebruyck des Nachtmaels Christi (Londen 1552)
- Den cleenen catechismus der duytschen ghemeente van London (Antwerpen 1545)
- De christlicke ordinancien der Nederlantscher ghemeynten Christi, die van den Christelicken Prince Co. Edewaerdt den VI in ’t jaer 1550 te Londen inghestelt (Londen 1554)
- Antichristische leere, ende onwarachtige valsche verhael van de handel ofte gespreck anno 1553 minder getal, tussche hem endy my van die Alderheyl, Menschwerdinghe ons Heeren Jesu Christe voor vele getuygen geschiet (onbekende druk)
- Ein kort underricht, voor den eentfoldigen Christen de desz. Heren hillich Aventmahl werdiglijcken willen geneten, dorch Mart. Mycronium unde Vincent Phrisium, Deners der Gem. Christi the Norden (Londen 1554)
- Een waerachtigh verhael der t’zamensprekinge tusschen Menno Simons ende Martinus Mikron van der Menschwerdige Jesu Christi (Emden 1556)
- Een apologie verandtwoordighe, Martini Microns op xx. verscheyden artikelen die Menno Simons teghen het disputaey boecxken van het bespreck met hem over de leere gehouden, in druk heeft utghegheven (Emden 1558)
- Apologeticum scriptum quo ecclesias Orientalis Frisiae a Joachimo Westphalo, aliisque ei similibus, falso traductus, modeste tuetur ac purgat (Emden 1557)
- Van de Weerdighyedt, nulheydt ende noodicheyt der christelicker vergaderinghen (postuum 1561, Emden)
- Kirchen-Ordnung wie die unter dem Christlichen konig aus Engelandt Edward den VI in der stadt Londen, in der Niederlenschen Gemeine Christi, durch kon. Majest. Mandat geordnet und gehalten worden (postuum 1565, Heidelberg).

- Bibliothèque nationale de France: cb11991407g (data)
- Biografisch Portaal: 09209368
- Gemeinsame Normdatei: 100310265
- International Standard Name Identifier: 0000 0001 0457 3875
- Library of Congress Control Number: n87103700
- Nationale Bibliotheek van Israël: 987007265465205171
- Nederlandse Thesaurus van Auteursnamen: 069351007
- Virtual International Authority File: 56955064
- WorldCat: E39PBJvd3PGypyT7WKwX7f7JXd